# MPDMA31
MPDMA31 è una District Management Area della municipalità distrettuale di Nkangala. L'area si trova all'interno della municipalità locale di Dr J.S. Moroka e il suo territorio ricade all'interno del Mdala Nature Reserve e si estende su una superficie di 13 km².